# Dolly Roll
Dolly Roll – węgierska grupa muzyczna, utworzona latem 1983 roku przez członków Hungárii po rozpadzie tego zespołu.

## Dyskografia
- Vakáció-ó-ó (1983)
- Eldoradoll (1984)
- Happy cocktail (1985)
- Oh-la-la (1986)
- Játék az élet (1987)
- Zakatol a szív (1988)
- Országúti randevú (1988) (kompilacja)
- Dupla vagy semmi (1989)
- Ábrándos szép napok (1989)
- Ébreszd fel a szívemet (1990)
- Rég volt, szép volt (1990)
- Gondolsz-e majd rám (1991)
- Rock and roll-ra hívlak (1992)
- Beat turmix '60 1 (1993)
- Tipi-Tapi Dinó (1993)
- Simogass napsugár (1993) (kompilacja)
- Beat turmix '60 2 (1994)
- Tipi-Tapi Party (1994)
- Dolly Roll Gold (1995) (kompilacja)
- Atlanta Rá-rá-rá, hajrá!!! (1996)
- Tipi-Tapi Csodaországban (1997)
- Dolly Roll ReMix '98 (1998) (kompilacja)
- Vakáció-ó-ó '98 (1998) (album koncertowy)
- Poperett (1999)
- Dolly Jubileumi Koncert (2003) (album koncertowy)
- Plussz... (2005)
- Karácsony (2009)
- Emlékszel még - Best Of (2009) (kompilacja)